# دونفوس
دونفوس (به آلمانی: Dünfus) یک شهر در آلمان است که در کوخم-تسل واقع شده‌است. دونفوس ۳۰۸ نفر جمعیت دارد.